# ديريك تومسون (مقدم تلفزيوني)
ديريك تومسون (بالإنجليزية: Derek Thompson)‏ هو مقدم تلفزيوني بريطاني، ولد في 31 يوليو 1950.